# Harry Sandberg

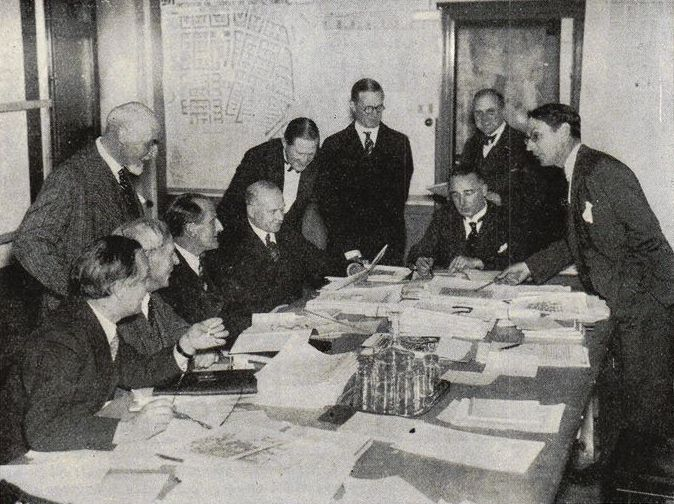
Prisnämnden för stadsplanetävlingen 1933, med ordförande Sandberg sittande vid kortändan, till vänster om vice ordförande Yngve Larsson.

Harry Karl Artur Sandberg, född 4 november 1880 i Stockholm, död 4 oktober 1957 i Stockholm, var en socialdemokratisk politiker och författare. Ledamot av 1930 års trafikkommitté.
Efter anställning vid Telegrafverket 1896–1912 var Sandberg banktjänsteman 1912–19 och verkställande direktör i Stockholms Kooperativa Bostadsförening 1919–20.
Sandberg var borgarråd för gaturoteln 1920–24 och för fastighetsroteln 1924–46, ledamot av stadsfullmäktige från 1910, av dess beredningsutskott 1919–20 och av stadskollegiet 1920–40. Han var ordförande i fastighetsnämnden från 1924, i stadsplanenämnden 1924–40 och i polisnämnden från 1940. Han var delegat för Stockholms stad i underhandlingar med staten rörande vissa markfrågor från 1925. Han var ledamot av Tunnelbanedelegerade 1940.
Sandberg var även ordförande i AB Familjebostäder från 1936, i AB Stockholmshem från 1937 och vice styrelseordförande i Stockholms stads sparbank. Han var ordförande i Katarina församlings kyrkofullmäktige och styrelseordförande i Stockholmskretsens hemvärnsförbund.